# 루이미셸 반 로
루이미셸 반 로(프랑스어: Louis-Michel van Loo, 1707년 3월 2일~1771년 3월 20일)는 프랑스의 화가이다.

## 생애
루이미셸 반 로는 토리노와 로마에서 화가인 아버지 장바티스트 반 로 밑에서 그림을 배웠으며, 1725년 파리의 왕립 회화 조각 아카데미에서 상을 받았다. 그는 삼촌이자 화가인 샤를앙드레 반 로와 함께 1727년~1732년에 로마로 갔고, 1736년에는 마드리드에서 스페인의 펠리페 5세의 궁정 화가가 되었으며, 1752년에는 산 페르난도 왕립미술아카데미의 창립 멤버가 되었다.
그는 1753년에 파리로 돌아와 루이 15세의 초상화를 다수 그렸다. 1765년에 그는 샤를앙드레 반 로의 뒤를 이어 프랑스 아카데미 산하 특수학교인 에콜 왕립 보호 학생 학교(École royale des élèves protégés)의 교장이 되었다.
그의 형제 중에는 화가 프랑수아 반 로(François van Loo, 1708~1732)와 샤를아메데필리프 반 로(Charles-Amédée-Philippe van Loo, 1719~1795)가 있다.

## 작품

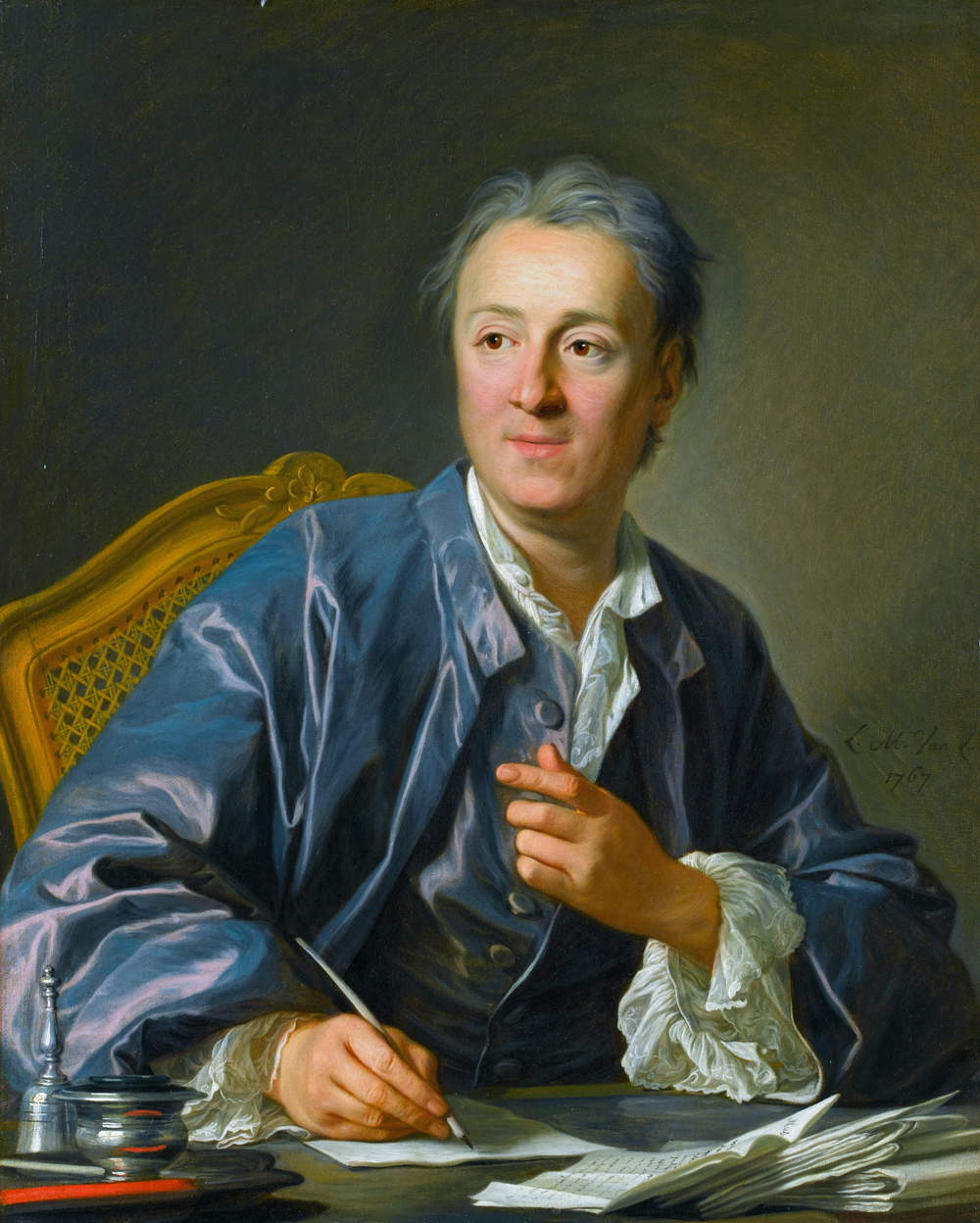
드니 디드로의 초상화, 1767년, 루브르 박물관
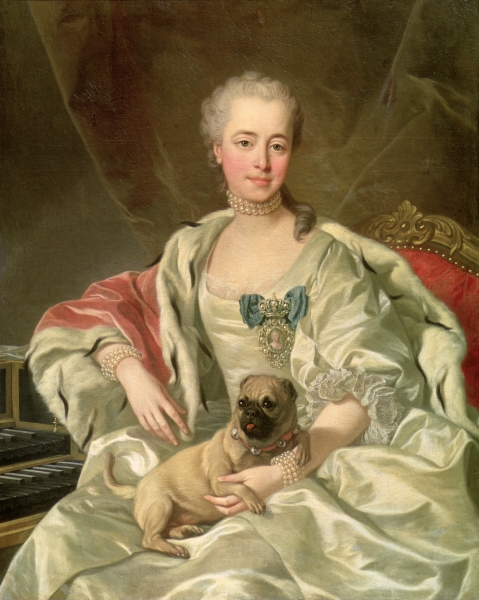
예카테리나 골리츠나 공주의 초상화, 1759년, 푸시킨 미술관
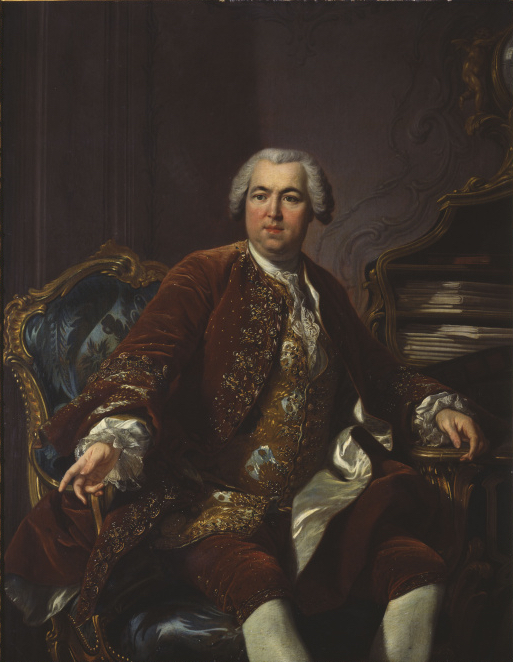
니콜라 보종의 초상화, 1738년
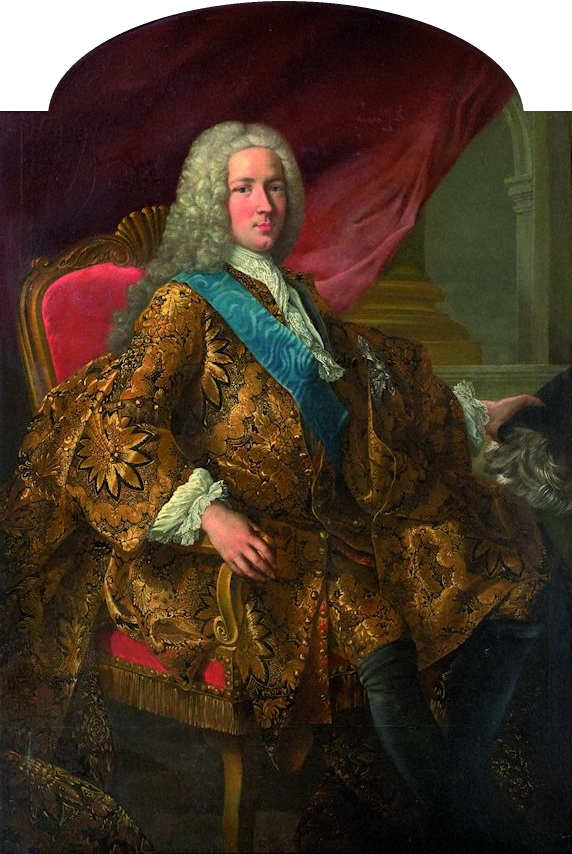
모르파 백작 장 프레데릭 펠리포의 초상화, 1733~1735년
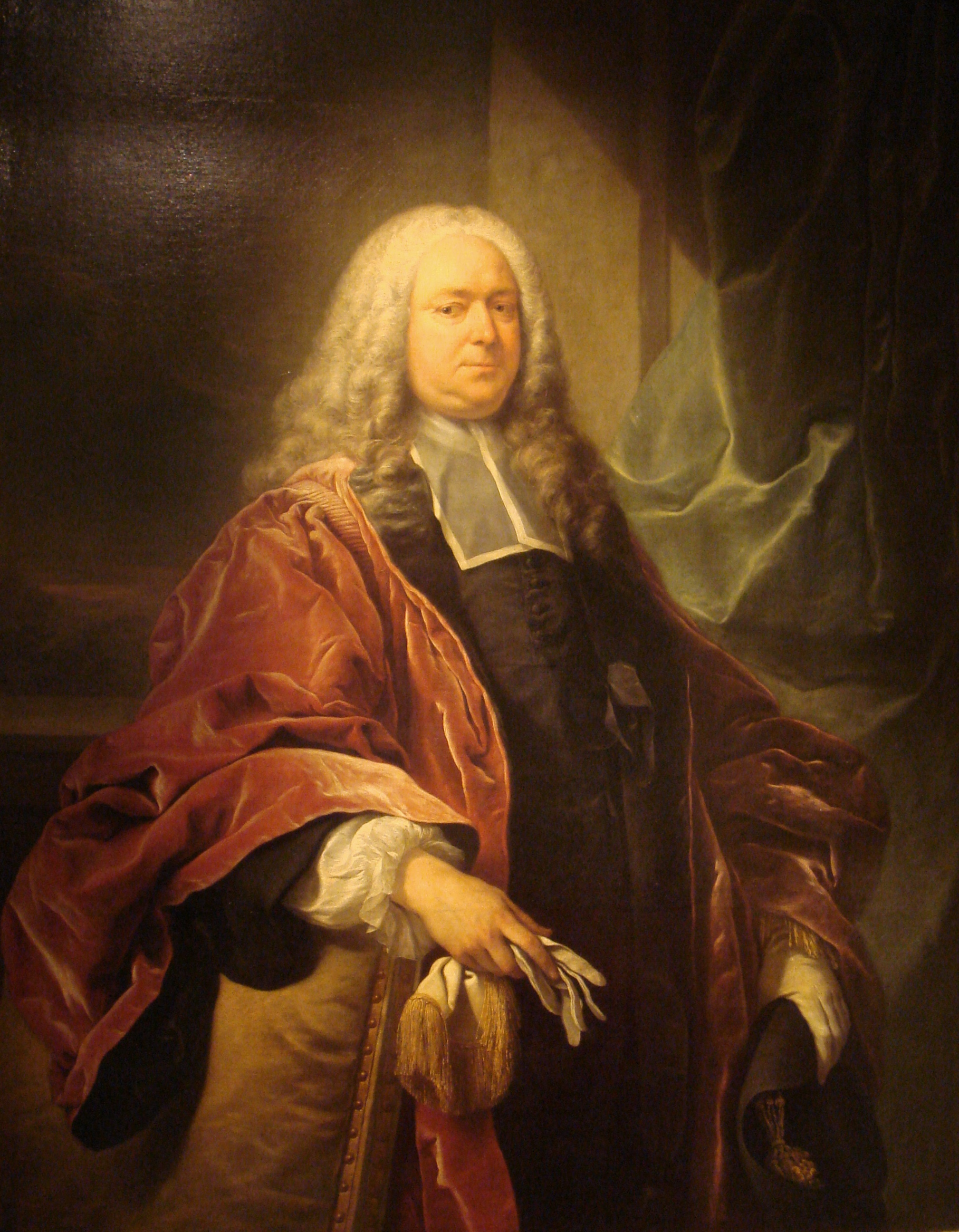
미셸에티엔 튀르고의 초상화, 1739년, 파리 장식미술관
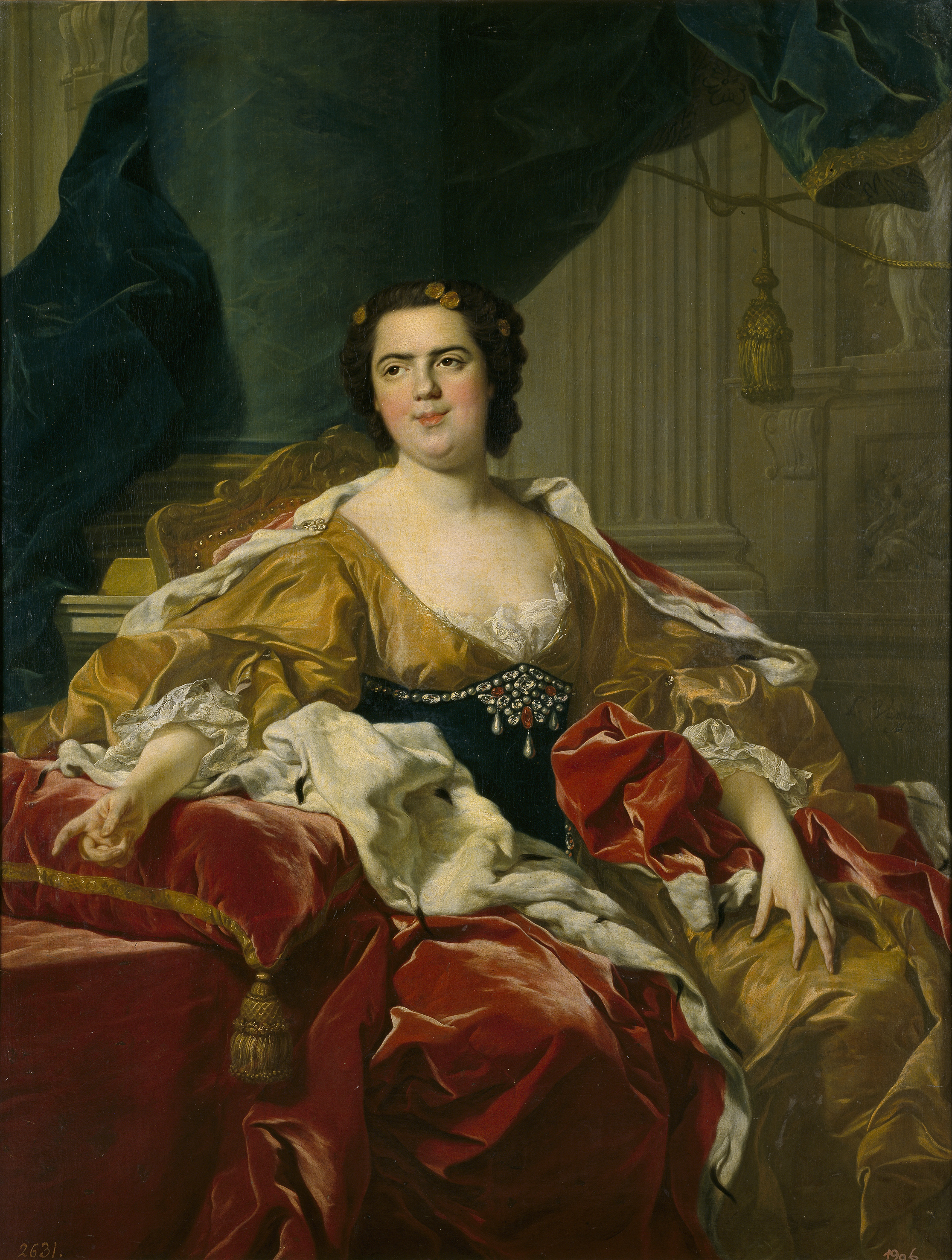
프랑스의 루이즈엘리자베트의 초상화, 1745년, 프라도 미술관
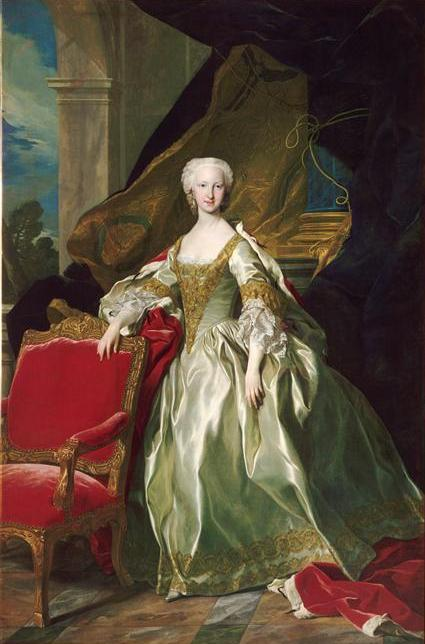
마리아 테레사 라파엘라 데 에스파냐 왕녀의 초상화, 1745년경, 베르사유궁
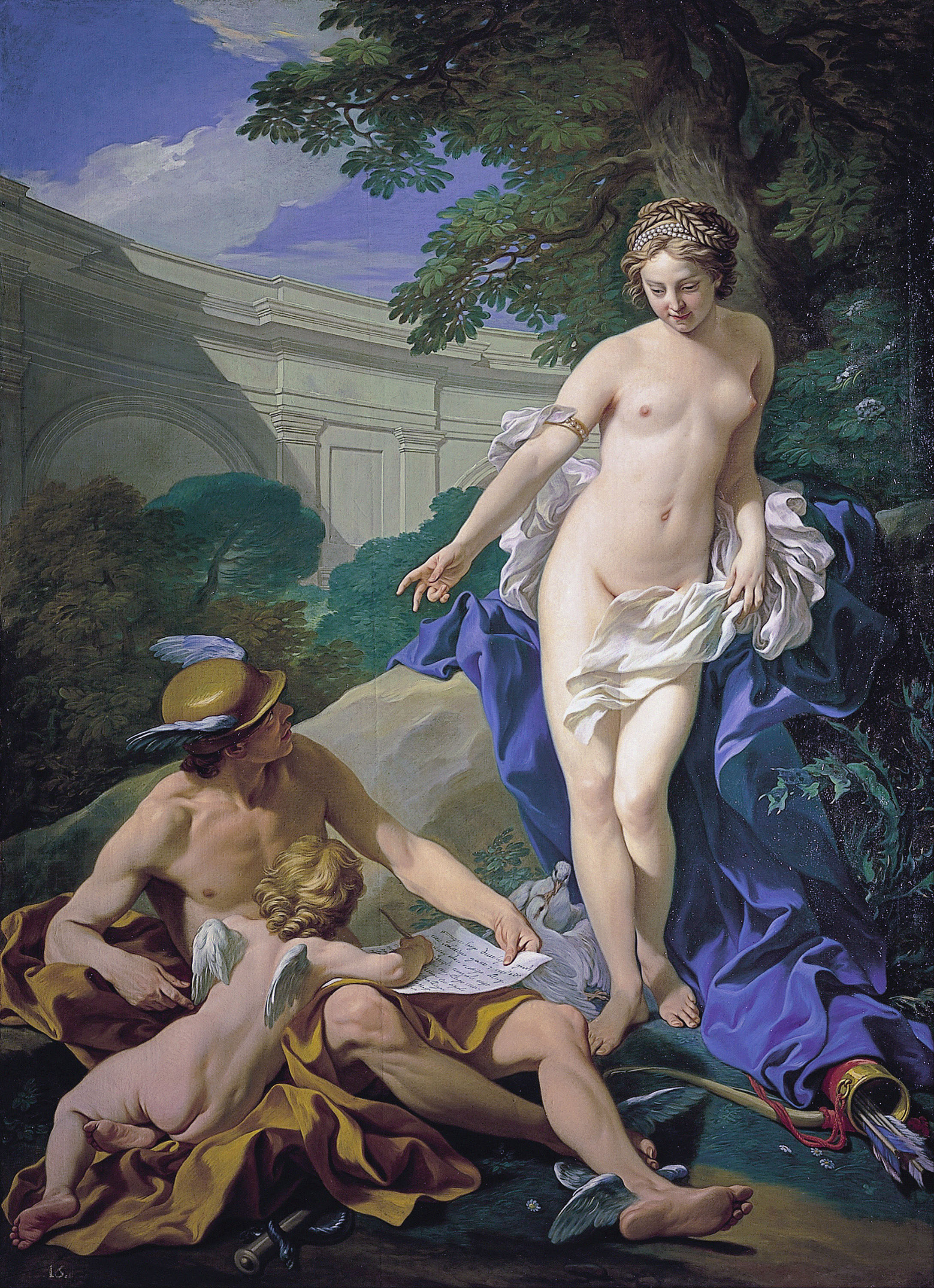
《비너스, 메르쿠리우스 그리고 큐피드》, 1748년, 산 페르난도 왕립미술아카데미
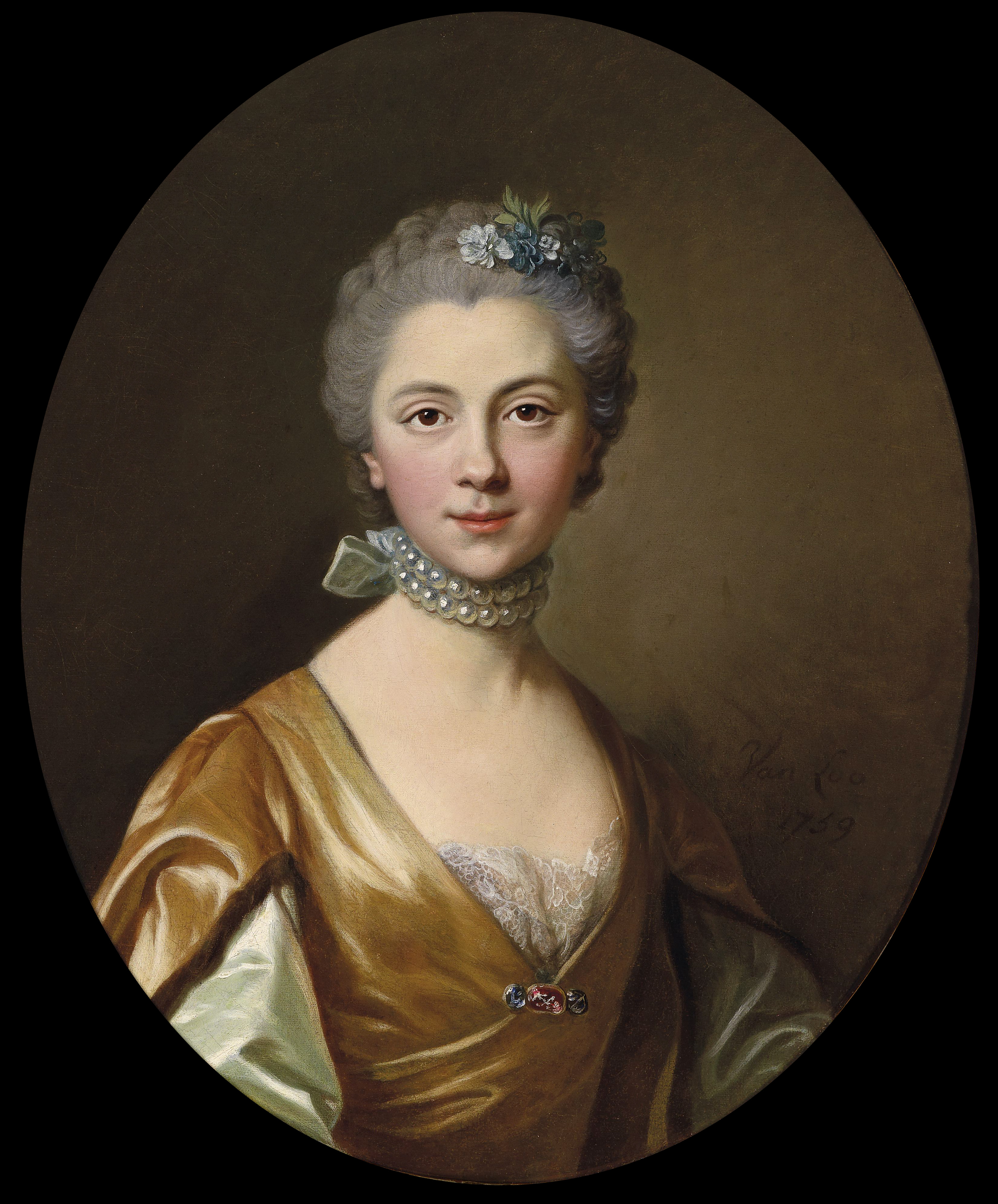
젊은 여성의 초상화, 1759년
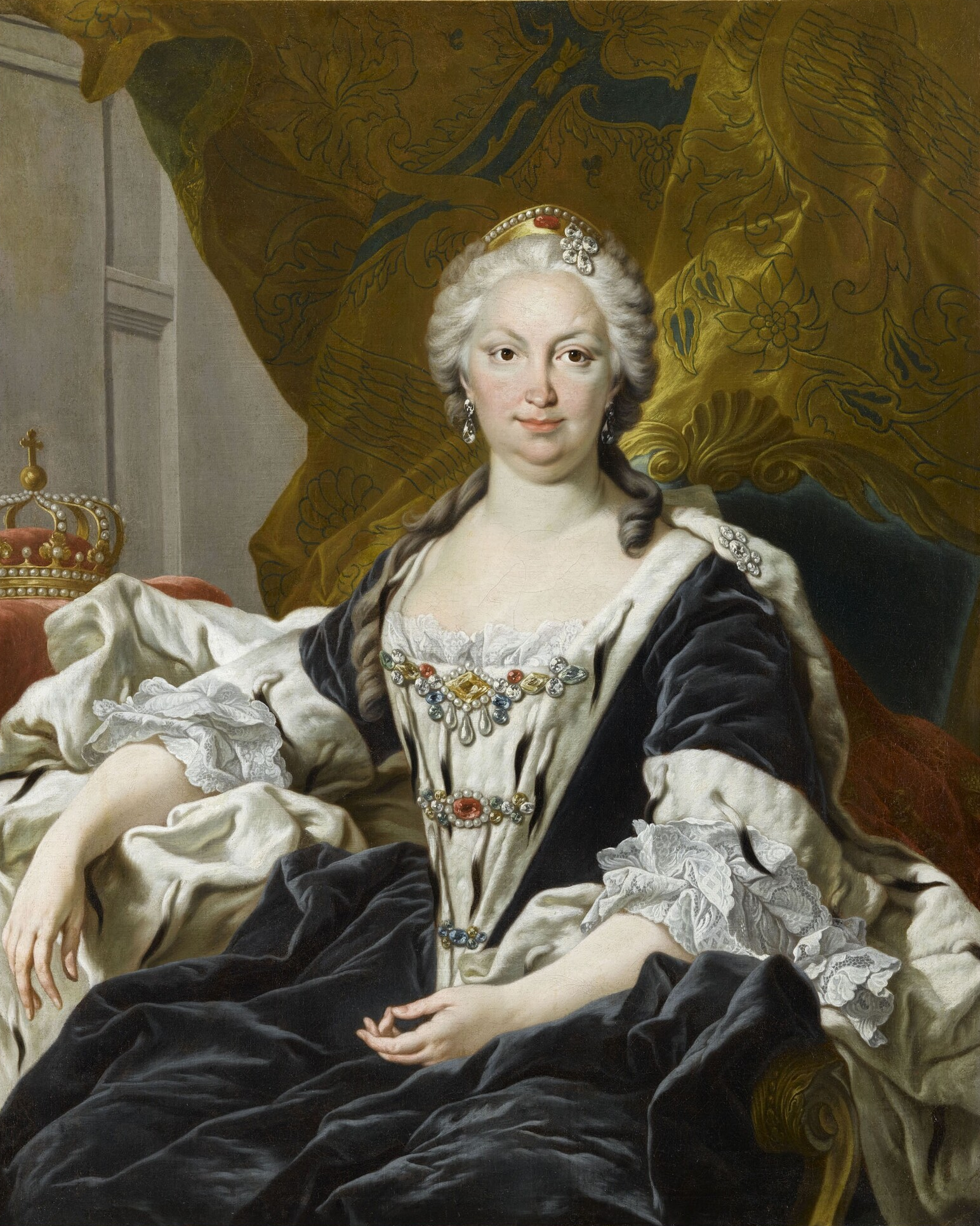
엘리사베타 파르네세의 초상화, 1745년, 베르사유궁
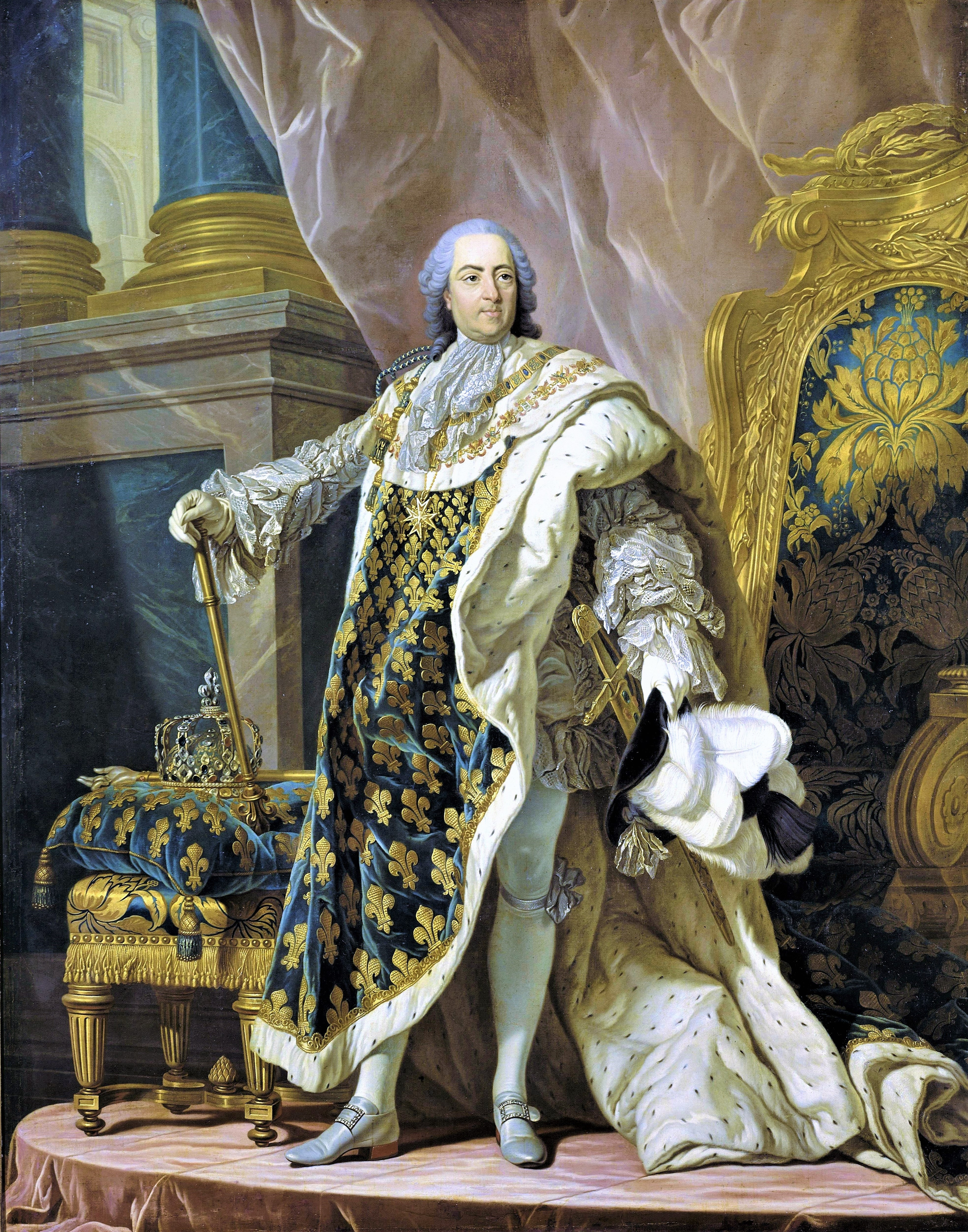
루이 15세의 초상화, 베르사유궁
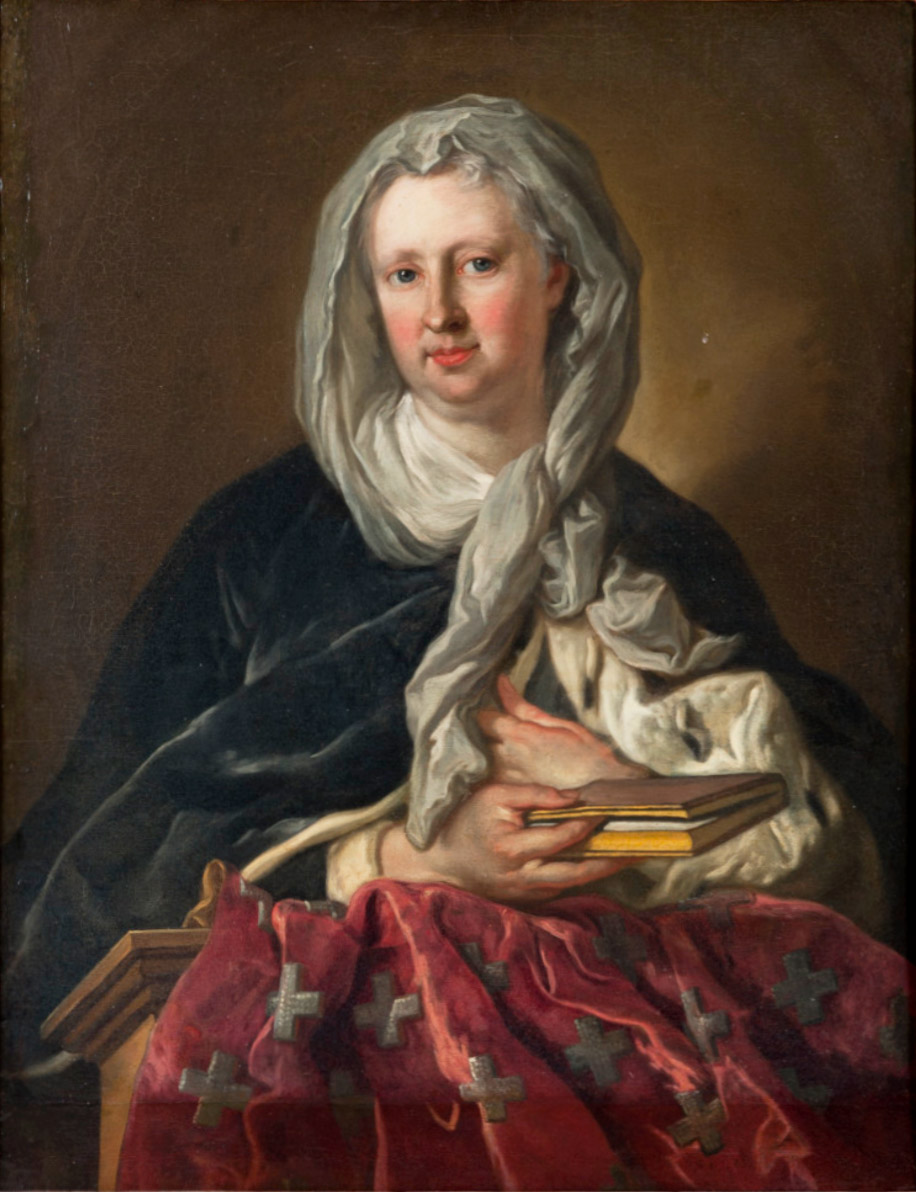
사보이의 마리아 비토리아, 1742년에서 1745년 사이
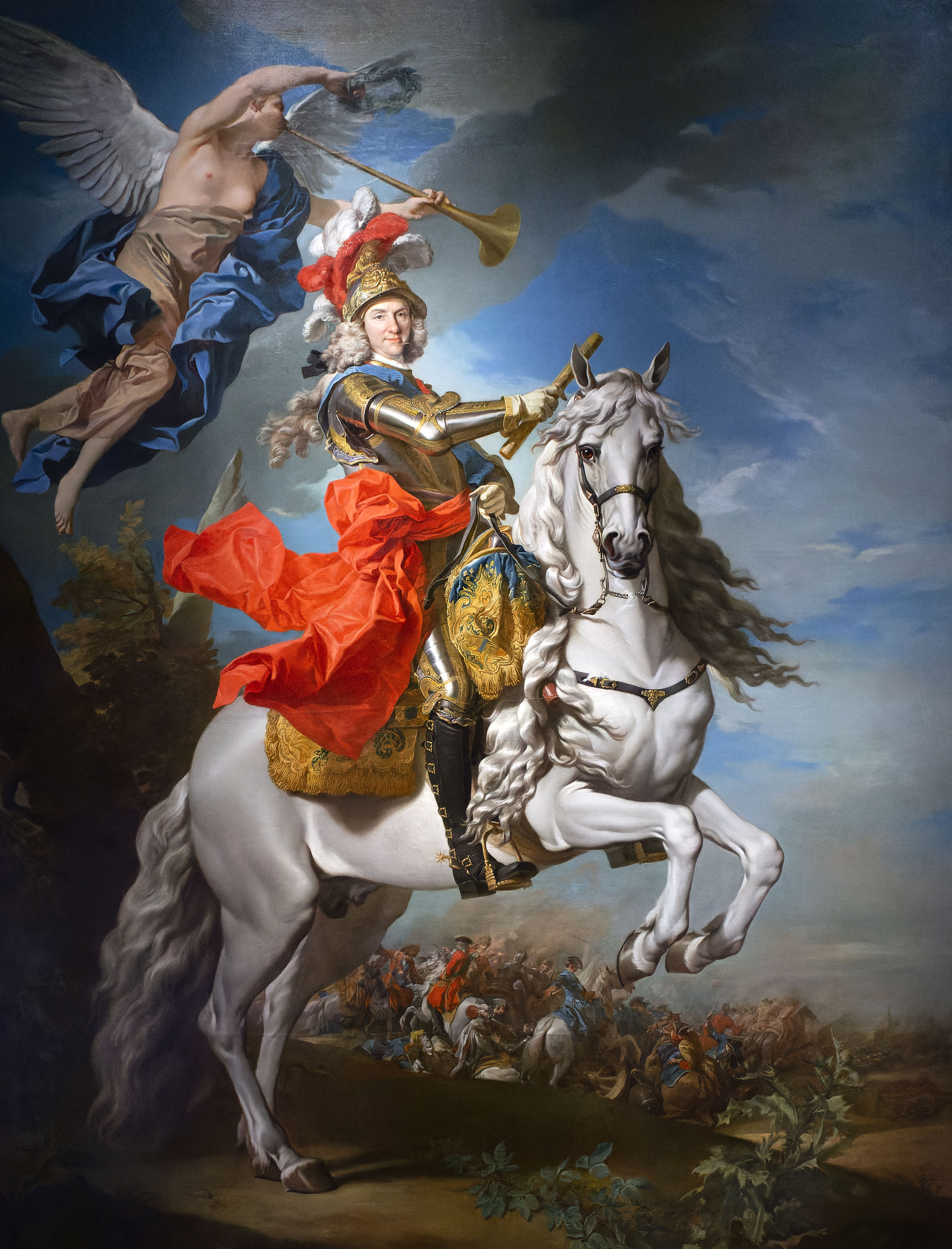
펠리페 5세의 초상화, 1737년, 왕립 컬렉션 미술관
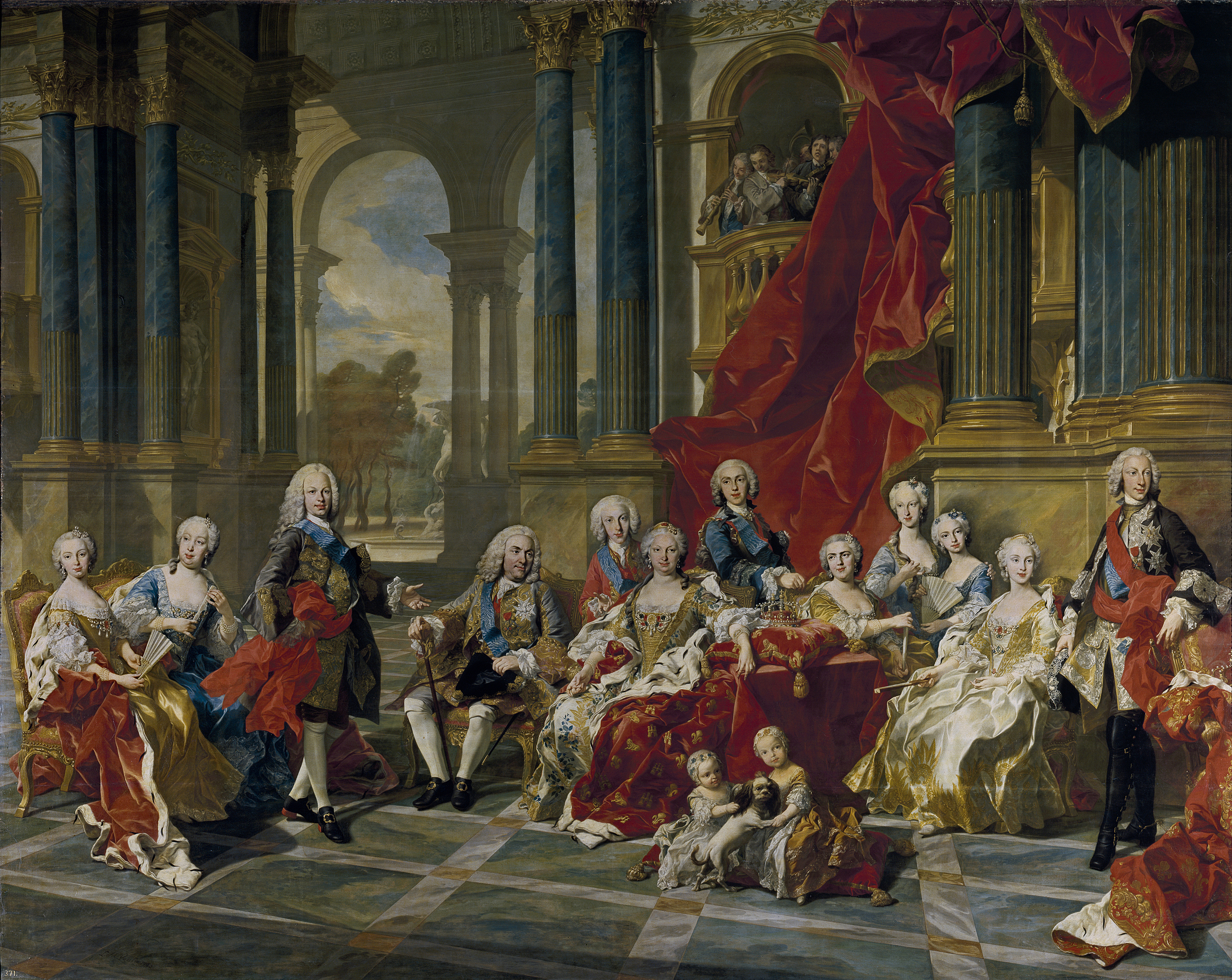
《펠리페 5세의 가족》, 1743년, 프라도 미술관
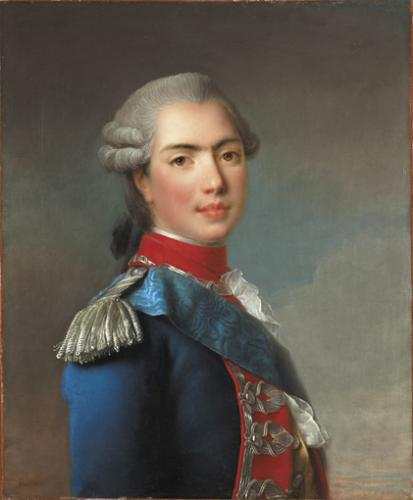
프로방스 백작 시절 루이 스타니슬라스의 초상화, 1765~1771년경
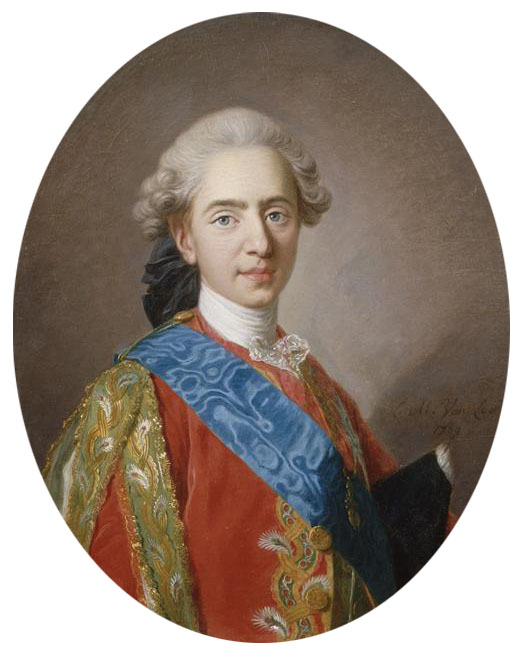
도팽 시절 루이 16세의 초상화, 1769년, 베르사유궁
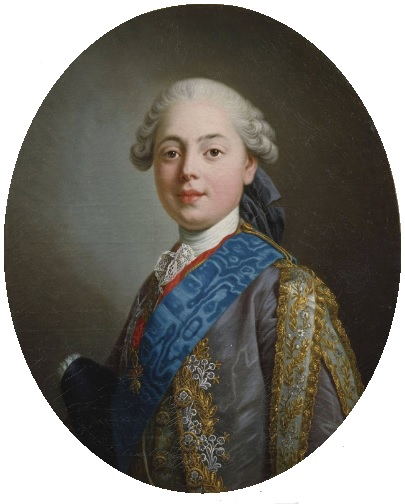
아르투아 백작 시절 샤를 10세의 초상화, 1771년, 베르사유궁